# 森下博光
森下 博光（もりした ひろみつ）は日本の男性アニメーター。

## 参加作品

### テレビアニメ
- ちびまる子ちゃん 第1期（1990年-1992年） - 原画
- 機動戦士Vガンダム（1993年-1994年） - 作画監督
- 機動武闘伝Gガンダム（1994年-1995年） - 作画監督
- カウボーイビバップ（1998年） - 原画
- マッハGoGoGo（1997年） - メカ作監
- THE ビッグオー（1999年-2000年） - 作画監督
- Z.O.E Dolores, i（2001年） - 作画監督
- Witch Hunter ROBIN（2002年） - 作画監督
- 機動戦士ガンダムSEED（2002年-2003年） - 作画監督
- SAMURAI 7（2004年） - 作画監督（メカ作督）
- サムライチャンプルー（2004年） - 作画監督
- 機動戦士ガンダムSEED DESTINY（2004年-2005年） - 作画監督
- 舞-乙HiME（2005年-2006年） - 作画監督
- アイドルマスター XENOGLOSSIA（2007年） - 作画監督
- BAMBOO BLADE（2007年） - 作画監督
- 機動戦士ガンダム00（2007年-2008年） - 作画監督
- ミチコとハッチン（2008年） - 作画監督
- 機動戦士ガンダム00 セカンドシーズン（2008年-2009年） - 作画監督
- 機動戦士ガンダムAGE（2011年-2012年） - 作画監督
- 革命機ヴァルヴレイヴ（2013年） - 作画監督、作画監督協力
- ガンダムビルドファイターズ（2013年-2014年） - 作画監督
- ガンダムビルドファイターズトライ（2014年-2015年） - 作画監督
- 機動戦士ガンダム 鉄血のオルフェンズ（2016年-2017年） - 作画監督

### OVA
- 合体ロボット アトランジャー（2011年） - キャラクターデザイン

### 劇場アニメ
- ルパン三世 DEAD OR ALIVE（1996年） - 原画
- エスカフローネ（2000年） - 原画
- カウボーイビバップ 天国の扉（2001年） - 原画
- 映画 犬夜叉 天下覇道の剣（2003年） - 作画監督